# Hoorn (stacja kolejowa)
Hoorn – stacja kolejowa w Hoornie, w prowincji Holandia Północna, w Holandii. Stacja została otwarta w 1883.
| Hoorn                 |
| Linia Alkmaar-Hoorn   |
| Obdamodległość: 10 km |

| Hoorn                               |  |                                     |
| Linia Zaandam-Enkhuizen             |  |                                     |
| Purmerend Overwhereodległość: 18 km |  | Hoorn Kersenboogerd odległość: 2 km |